# Падьяль, Виктория
Виктория Падьяль Эрнандес (исп. Victoria Padial Hernández; 10 августа 1988, Гранада, Испания) — испанская биатлонистка, член олимпийской сборной Испании по биатлону на зимних Олимпийских играх 2010. Первая представительница своей страны, выигравшая медали на Чемпионате Европы по биатлону.

## Спортивная карьера
На Олимпийских играх 2010 года заняла 87-е место в спринте на 7,5 км и 86-е в индивидуальной гонке. В сезоне 2012/2013
в индивидуальной гонке в Сочи стала 40-й, набрав 1 очко. Ранее испанские спортсменки никогда не добивалась подобных достижений. В 2013 году стала призёром чемпионата мира по летнему биатлону. На Олимпийских играх 2014 года (Сочи) заняла 52-е место в спринте на 7,5 км, 46-е место в гонке преследования на 10 км и 54-е место в индивидуальной гонке.

## Кубок мира

### Результаты выступлений в Кубке мира
| 2013/14 Итоги | 2013/14 Итоги | Эстерсунд | Эстерсунд | Эстерсунд | Эстерсунд | Хохфильцен | Хохфильцен | Хохфильцен | Анси | Анси | Анси | Оберхоф | Оберхоф | Оберхоф | Рупольдинг | Рупольдинг | Рупольдинг | Антхольц | Антхольц | Антхольц | Зимние Олимпийские Игры | Зимние Олимпийские Игры | Зимние Олимпийские Игры | Зимние Олимпийские Игры | Зимние Олимпийские Игры | Зимние Олимпийские Игры | Поклюка | Поклюка | Поклюка | Контиолахти | Контиолахти | Контиолахти | Холменколлен | Холменколлен | Холменколлен |
| Очков         | Место         | См        | Инд       | Спр       | Пр        | Спр        | Эст        | Пр         | Эст  | Спр  | Пр   | Спр     | Пр      | МС      | Эст        | Инд        | Пр         | Спр      | Пр       | Эст      | См                      | Спр                     | Пр                      | Инд                     | Эст                     | МС                      | Спр     | Пр      | МС      | См          | Спр         | Пр          | Спр          | Пр           | МС           |
| 21            | 70            | —         | 91        | 74        | —         | 98         | —          | —          | —    | 66   | —    | 55      | 51      | —       | —          | —          | —          | —        | —        | —        | —                       | —                       | —                       | —                       | —                       | —                       | 20      | —       | —       | —           | —           | —           | —            | —            | —            |

| 2012/13 Итоги | 2012/13 Итоги | Эстерсунд | Эстерсунд | Эстерсунд | Эстерсунд | Хохфильцен | Хохфильцен | Хохфильцен | Поклюка | Поклюка | Поклюка | Оберхоф | Оберхоф | Оберхоф | Рупольдинг | Рупольдинг | Рупольдинг | Антхольц | Антхольц | Антхольц | ЧМ Нове-Место | ЧМ Нове-Место | ЧМ Нове-Место | ЧМ Нове-Место | ЧМ Нове-Место | ЧМ Нове-Место | Холменколлен | Холменколлен | Холменколлен | Сочи | Сочи | Сочи | Ханты-Мансийск | Ханты-Мансийск | Ханты-Мансийск |
| Очков         | Место         | См        | Инд       | Спр       | Пр        | Спр        | Пр         | Эст        | Спр     | Пр      | МС      | Эст     | Спр     | Пр      | Эст        | Спр        | МС         | Спр      | Пр       | Эст      | См            | Спр           | Пр            | Инд           | Эст           | МС            | Спр          | Пр           | МС           | Инд  | Спр  | Эст  | Спр            | Пр             | МС             |
| 1             | 100           | —         | 97        | 96        | —         | 99         | —          | —          | 75      | —       | —       | —       | 44      | 49      | —          | 71         | —          | 66       | —        | —        | —             | 45            | 55            | 72            | —             | —             | 54           | 47           | —            | 40   | 62   | —    | 54             | 54             | —              |